# Punta del ''Pytheas''
La Punta del Pytheas és un cap de la costa de la Marenda del terme comunal de Portvendres, a la comarca del Rosselló (Catalunya del Nord).
Està situat a la zona nord-oriental del terme de Portvendres, a prop i al nord-oest de la vila.
Deu el seu nom al vaixell Pytheas, enfonsat en aquest lloc.